# Bok (scheepstype)
De bok is een scheepstype, dat behoort tot de Zuid Hollandse bouworde. De oorsprong van de bok ligt in het gewest Holland. De bok werd daar massaal gebruikt voor het winnen van turf in de laagveengebieden. Kort na 1600 emigreerden turfstekers naar de laagveengebieden in Noordwest-Overijssel en in de achttiende eeuw naar Zuidoost- Friesland. De bok emigreerde mee en het scheepstype paste zich in deze regio's aan de omstandigheden aan. Zo ontstond bijvoorbeeld de punter, de marktpraam en Friese bok met tent.

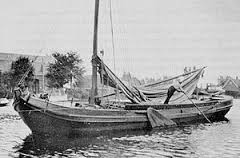
Een zandbok met gestreken zeilen

Op basis van onderzoek naar bouwkenmerken van meer dan vierhonderd houten bedrijfsvaartuigen heeft G.J. Schutten een zevental bouwordes gedefinieerd. Binnen een bouworde hebben bedrijfsvaartuigen overeenkomstige kenmerken. De Zuid-Hollandse bouworde kent zeventien verzamelingen. Elke verzameling kent vrijwel overeenkomstige scheepstypes. De overeenkomsten binnen een dergelijke verzameling zijn erg groot, maar  kunnen soms per polder, dorp of regio verschillen. Van de zeventien verzamelingen worden hieronder vier verzamelingen genoemd.
in Holland verdween de bok na 1900 zeer snel van het water. De turfwinning was niet meer rendabel en schippers met een bok stapten niet over op andere vormen van transport. Ook het transport van zand vanuit de duinen kwam rond 1900 ten einde, vanwege toenemend gebruik van kunstmest.  
Na 1900 blijft de duiding bok bestaan in de betekenis van een drijvend werkschip.

## Kenmerken
Een bok heeft als algemeen kenmerk een vlakke of nagenoeg vlakke bodem, hoekige kimmen, rechte vallende stevens, weinig of geen zeeg en een gelijk blijvende breedte over het grootste deel van de lengte van het schip. Een opvallende overeenkomst is, dat de vlakken van de bok zowel in Holland als en Overijssel en Zuidoost Friesland met veenmos werden gedicht.

## Scheepstypes
- Zuid-Hollandse bokken. Scheepstypes: De Rijnbok en de turfbok.
- Vaartuigen van Noordwest-Overijssel. Scheepstype: Gieterse bok: een aan de punter verwant schip uit Overijssel, maar groter van formaat (± 12:2,5 meter), dat op de meren en grotere vaarten werd gebruikt voor het vervoer van alle voorkomende zaken als riet, hooi, turf en dieren. Het werd uitsluitend geboomd (punteren) of geroeid.
- Vaartuigen van Zuidoost-Friesland. Scheepstype: veebok.
- Drentse en Overijsselse turfpramen. Scheepstype: De Hoogeveense praam werd niet gepunterd, maar getruild, dat wil zeggen dat de bok vanaf de kant met een lange boom, meestal de spriet, werd voortgeduwd. Daarbij werd de boom vastgezet voor in de bok tussen de randgaarde en de wörp (de voorste krommer). In Hoogeveen werd de bok ook gebruikt bij begrafenissen en trouwerijen. Vincent van Gogh heeft in een van zijn brieven uit september 1883 hier nog een beschrijving van gegeven. De bokken werden gebouwd in Giethoorn, maar ook op de vele werven in Hoogeveen. Deze bokken werden hoofdzakelijk gebruikt voor het vervoer van alle producten die de streek opbracht van turf tot riet en van boter tot takkenbossen (boshout) voor de bakkers. De stad Meppel heeft zijn bijzondere positie gekregen doordat het de stapelplaats was van die producten die werden doorgevoerd naar Holland.
- Drijvende bok: een doosvormige waterdichte romp waarop een hefinrichting is bevestigd om zware lasten te kunnen behandelen. Vroeger was het een onttakelde (van al het overbodige ontdane) romp van een oud schip dat werd gebruik om masten te plaatsen. Tegenwoordig zijn het hoogwaardige platforms met vaak eigen voortstuwing die niet alleen hijswerk verrichten, maar veel meer maritieme taken aankunnen.

## Grootste drijvende bokken
| Naam                             | Maatschappij                   | Hijsvermogen | Land                           |
| -------------------------------- | ------------------------------ | ------------ | ------------------------------ |
| Svanen                           | Van Oord                       | 8700 ton     | Nederland                      |
| Asian Hercules III               | Asian Lift (Smit & Keppel O&M) | 5000 ton     | Singapore                      |
| HL 5000                          | Deep Offshore Technology       | 4536 ton     | Saint Vincent en de Grenadines |
| Gulliver                         | Scaldis                        | 4000 ton     | Luxemburg                      |
| Musashi                          | Fukada Salvage                 | 3700 ton     | Japan                          |
| Rambiz                           | Scaldis                        | 3300 ton     | België                         |
| Asian Hercules II                | Asian Lift (Smit & Keppel O&M) | 3200 ton     | Singapore                      |
| Fuji                             | Fukada Salvage                 | 3000 ton     | Japan                          |
| HEBO Lift 10 (voorheenTaklift 4) | Hebo Maritiemservice           | 2200 ton     | Nederland                      |
| Suruga                           | Fukada Salvage                 | 2200 ton     | Japan                          |
| Kongo                            | Fukada Salvage                 | 2050 ton     | Japan                          |
| Matador 3                        | Bonn & Mees                    | 1800 ton     | Nederland                      |
| Asian Hercules                   | Asian Lift (Smit & Keppel O&M) | 1600 ton     | Singapore                      |
| Taklift 6                        | Asian Lift (Smit & Keppel O&M) | 1600 ton     | Singapore                      |
| PW L-1501                        | Pacific Carriers               | 1500 ton     | Singapore                      |
| Lifter 1                         | Saipem                         | 1400 ton     | Malta                          |
| Taklift 7                        | Smit Internationale            | 1200 ton     | Nederland                      |
| Smit Cyclone                     | Asian Lift (Smit & Keppel O&M) | 1000 ton     | Bahama's                       |
| HEBO-Lift 9                      | HEBO Maritiemservice           | 900 ton      | Nederland                      |
| Brabo                            | Havenbedrijf Antwerpen         | 800 ton      | België                         |
| Taklift 1                        | Smit Internationale            | 800 ton      | Nederland                      |
| Izu                              | Fukada Salvage                 | 700 ton      | Japan                          |
| Yamato                           | Fukada Salvage                 | 700 ton      | Japan                          |
| Koeigo                           | Fukada Salvage                 | 600 ton      | Japan                          |
| Uglen                            | J.J Ugland                     | 600 ton      | Noorwegen                      |
| Cormorant                        | Multraship Towage&Salvage      | 600 ton      | Nederland                      |
| Norma                            | Scaldis                        | 440 ton      | België                         |
| Asian Helping Hand III           | Asian Lift (Smit & Keppel O&M) | 400 ton      | Singapore                      |
| Consul                           | Tenwolde Transport en Repair   | 400 ton      | Nederland                      |
| GPS Apollo                       | GPS Marine                     | 400 ton      | VK / Nederland                 |
| GPS Atlas                        | GPS Marine                     | 400 ton      | VK / Nederland                 |
| Matador 1                        | Bonn & Mees                    | 400 ton      | Nederland                      |
| Matador 2                        | Bonn & Mees                    | 400 ton      | Nederland                      |
| Smit Typhoon                     | Asian Lift (Smit & Keppel O&M) | 400 ton      | Bahama's                       |
| HEBO-Lift 7                      | HEBO Maritiemservice           | 300 ton      | Nederland                      |
| Floating Crane No. 303           | Fukada Salvage                 | 300 ton      | Japan                          |
| Triton                           | Wagenborg Towage               | 300 ton      | Nederland / Duitsland          |
| HEBO-Lift 6                      | HEBO Maritiemservice           | 200 ton      | Nederland / Duitsland          |
| HEBO-Lift 5                      | HEBO Maritiemservice           | 160 ton      | Nederland                      |